# ギャロウズ

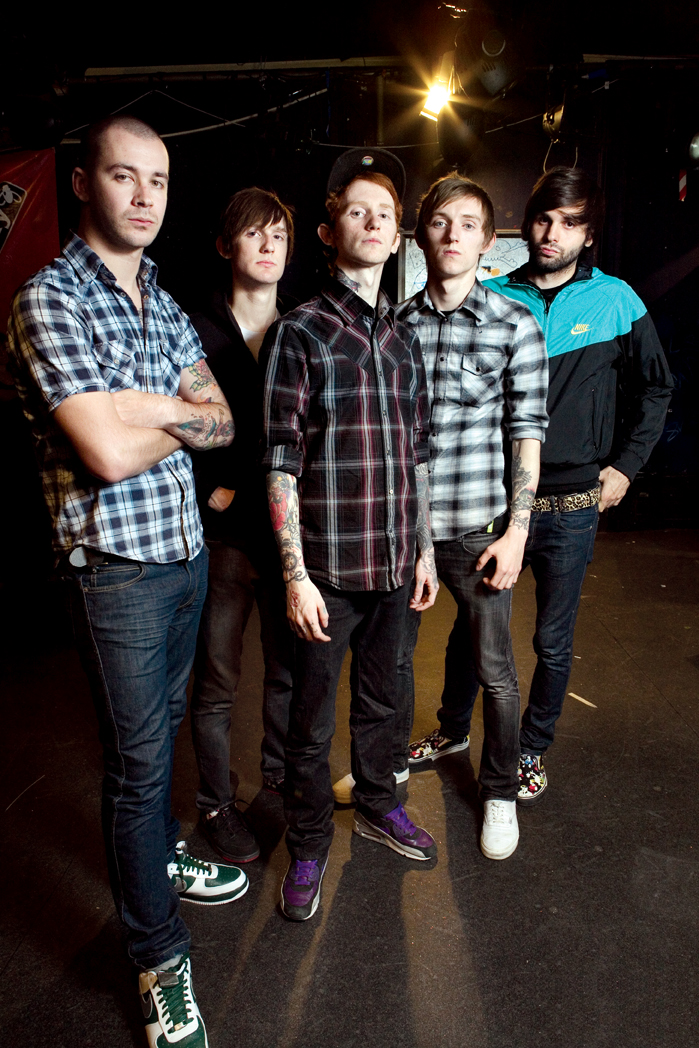
ギャロウズ（2007年）
左から、ギリ・ロス、バラット、フランク・カーター、ステフ・カーター、バーナード

ギャロウズ（Gallows）は、イギリス・ハートフォードシャー州を拠点に活動しているハードコア・パンク・バンドである。
現在、活動休止中｡

## 特徴
1970年代のイギリスのストラングラーズを彷彿させるパンク・ロック・サウンドを基調とし、北米のハードコア・パンクよりもより実験的でメロディックなサウンドを特徴とする。また、ブラック・フラッグなどの初期のハードコア・パンク、スウェーデンのリフューズドなどの影響もみられる。

## 略歴
- 2005年結成。同年、自主制作CD-R『Demo 2005』作成。
- 2006年9月25日、In at the Deep End Recordsよりファースト・アルバム『Orchestra of Wolves』リリース。このアルバム・レコーディング直前、ギター担当のラヴェンチャーが脱退。代わりのセカンド・ギターとして、このアルバムのプロデューサーであったバンクス（Banks）がレコーディングのみで参加。
- 2007年2月19日、Holy Roar Recordsより、2005年にリリースした自主制作CD-R『Demo 2005』を7インチ版に再度作りなおし、『Demo 2007』として限定500枚でリリース。
- 2007年3月17日、イギリスのSouth by Southwest Music Festival 2007 (SXSW 2007) に出演。
- 2007年6月、アルバム『Orchestra of Wolves』がバッド・レリジョンのメンバーでエピタフ・レコードのオーナーであるブレット・ガーヴィッツの目に留まり、ブラック・フラッグのカバー曲を加えて同社より再発。
- 2007年6月4日、Black Envelope Recordsよりファースト・シングル「Abandon Ship」リリース。
- 2007年6月9日、イギリスのダウンロード・フェスティバルに出演。
- 2007年6月29日 - 8月19日、アメリカのワープド・ツアーに出演。
- 2007年8月23日、イギリスのKerrang! Award 2007 Best British Newcomerを受賞。
- 2007年8月24日、イギリスのLeeds Festival 2007、Radio 1 Lock Up Stageに出演。
- 2007年8月26日、イギリスのレディング・フェスティバル、Radio 1 Lock Up Stageに出演。カーターがレディング・フェスティバルに出演を果たしたことの記念にステージ上でタトゥーを入れる。
- 2007年9月17日、Black Envelope Recordsよりセカンド・シングル「In the Belly of a Shark」リリース。
- 2007年9月26日、ワーナーミュージック・ジャパンよりボーナス・トラック4曲収録+「Abandan Ship」ビデオクリップ収録の日本盤アルバム『オーケストラ・オブ・ウルヴス』リリース。
- 2007年10月19日 - 29日、Taste of Chaos 2007 in Australia & New Zealandに出演。
- 2007年11月1日 - 4日、Taste of Chaos 2007 in Japanにて初来日。
- 2007年11月7日 - 28日、Taste of Chaos 2007 in Europeに出演。
- 2008年4月5日・6日にパンクスプリング 08’、4月7日にLIQUIDROOM（東京）での公演を予定していたが、3月20日に公式ホームページ上でレコーディングを理由にキャンセルしたことを発表。
- 2009年5月3日、ライズ・アゲインストやレイジ・アゲインスト・ザ・マシーンのプロデュースで知られるガース・リチャードソンのプロデュースによるセカンド・アルバム『Grey Britain』をワーナーよりリリース（UK盤のみ。世界発売は2009年5月4日）。
- 2011年7月8日、ボーカルのフランク・カーターの脱退が発表される。後にフランクはクリーンボーカルを多用する新バンド「ピュア・ラヴ（Pure Love）」を結成したが解散。2015年に「フランク・カーター&ザ・ラトルスネークス（Frank Carter & The Rattlesnakes）」を結成し、ハードコアに回帰している。
- 2011年8月9日、新ボーカリストとして、アレクシスオンファイアでギタリストだったウェイド・マクニールを迎えたことが発表される。
- 2011年12月5日、EP盤で『Death Is Birth』をリリース。
- 2012年9月10日、アルバム『ギャロウズ』リリース。
- 2013年2月、ステフ・カーターが脱退。メンバー補充は行わず、以後は4人で活動を継続。
- 2015年4月13日、アルバム『Desolation Sounds』リリース。

## メンバー

### 現メンバー
- ローレン・バーナード (Laurent Barnard) - ギター、バック・ボーカル (2005年–2015年、2018年–2019年)
- スチュアート・ギリ・ロス (Stuart Gili-Ross) - ベース、バック・ボーカル (2005年–2015年、2018年–2019年)
- リー・バラット (Lee Barratt) - ドラム、パーカッション (2005年–2015年、2018年–2019年)
- ウェイド・マクニール (Wade MacNeil) - ボーカル (2011年–2015年、2018年–2019年)

### 旧メンバー
- パウロ・ラヴェンチャー (Paulo Laventure) - ギター、バック・ボーカル (2005年)
- フランク・カーター (Frank Carter) - ボーカル (2005年–2011年)
- ステフ・カーター (Steph Carter) - ギター、バック・ボーカル (2006年–2013年)

※フランクとステフは実の兄弟である。

## ディスコグラフィ

### アルバム
- Orchestra of Wolves (2006年9月25日、In at the Deep End)
  - Orchestra of Wolves (2007年6月、Epitaph) ※再発
  - 『オーケストラ・オブ・ウルヴス』 - Orchestra of Wolves (2007年9月26日、Warner Music Japan) ※日本盤
- Grey Britain (2009年5月3日、Warner Bros.)
- 『ギャロウズ』 - Gallows (2012年9月10日、Venn)
- Desolation Sounds (2015年4月13日、Venn)

### デモ版&EP
- Demo 2005 (2005年) ※CD-R
- Demo 2007 (2007年2月19日、Holy Roar) ※7インチ版再発:限定500枚
- Gallows/November Coming Fire Split 7" (2007年、Thirty Days of Night) ※限定500枚
- Death Is Birth (2011年)
- Bonfire Season (2015年)

### 主なシングル
- "Abandon Ship" (2007年6月4日、Black Envelope)
- "In the Belly of a Shark" (2007年9月17日、Black Envelope)
- "Staring At The Rude Bois" (2007年11月、Black Envelope)